# Jeroen den Herder
Jeroen den Herder (Zutphen, 1971) is een Nederlands cellist. Hij is als hoofdvakdocent cello verbonden aan de conservatoria van Amsterdam en Rotterdam.
Den Herder studeerde cum laude af bij Maria Hol, Dmitri Ferschtman en Christopher Bunting. In 1992 won hij het Nationale Postbank Sweelinck Concours en werd in datzelfde jaar onderscheiden met de Zilveren Vriendenkrans van de Vereniging Vrienden van het Concertgebouw en het Koninklijk Concertgebouworkest. Samen met violiste Janine Jansen en Folke Nauta vormde hij het Rembrandt Trio. Tien jaar lang was hij aanvoerder van het Cello Octet Conjunto Ibérico. Momenteel vormt hij samen met zijn oud-medestudenten Joris van Rijn, Emi Ohi Resnick en Gijs Kramers het Ruysdael Kwartet.
Den Herder is initiatiefnemer van het tweejaarlijkse Internationaal Cellofestival Zutphen. Tot zijn studenten behoort onder anderen zijn jongere zus Maartje-Maria den Herder.